# 南屯老街
南屯老街，位於臺灣臺中市南屯區，主要在萬和路與南屯路口一帶，包括南屯路與萬和路交叉處的三角街，以及南屯市場與萬和宮。南屯老街長約200公尺，昔稱「犁頭店街」，老街兩側保留許多古建築，也保存有豆腐店、打鐵店、種子店、米麩店、百貨店、中藥舖等老店鋪。

## 歷史
南屯舊稱「犂頭店」，原屬巴布薩族之聚落。台灣清領時期為臺中盆地斜貫通路的中繼交通站。康熙年間，浙江定海總兵張國與其僚屬在此招佃墾荒，移民湧集，農具製造與販賣應運而起，聚集不少打造犁頭農具的店舖，因此稱之為「犁頭店街」。到了乾隆與嘉慶年間，犁頭店成為鹿港與彰化城貨物區運往東大墩街與葫蘆墩地區之捷徑。
目前保存的南屯三角街街屋則係建造於台灣日治時期，當時南屯路一段二段尚未打通，此地形狀呈三角形，因此俗稱三角街，其特色在於保留著巴洛克的牌樓立面。

## 傳統文化
每年到了端午節，南屯老街都會由南屯文昌廟主辦舉辦特有百年傳統民俗活動「穿木屐、躦鯪鯉」。相傳早期有許多動物在犁頭店附近棲息，直到北路營參將張國等人到此開墾後，動物紛紛移往他處，唯有「鯪鯉」（即穿山甲）鑽入犁頭店地底下而得以生存。風水學認為犁頭店是一個鯪鯉穴，而鯪鯉有冬眠習慣，然而鯪鯉若至盛暑仍嗜睡不起，地方上的農作物收成就會不好。因此到了酷熱的端午節，南屯老街的居民如未見鯪鯉鑽動，就會敲盆打鍋製造響聲，藉由吵醒沉睡中的穿山甲，讓鯪鯉鑽動，幫助農地翻土、以利耕作。原本這個習俗只有小規模的賽跑活動，到了1980年代，地方擴大舉辦，發起讓居民穿上木屐，用力踩地面，透過巨大的聲響，將穿山甲震醒，因此演變成如今的「穿木屐躦鯪鯉」的文化活動。

## 外部連結
- （繁體中文）文化資產個案導覽 - 南屯三角街 - 行政院文化部

## 延伸閱讀
- 漠視農村文化地景死去 吵醒穿山甲又如何？ （页面存档备份，存于）